# UFC Fight Night: Cowboy vs. Cowboy
UFC Fight Night: Cowboy vs. Cowboy（ユーエフシー・ファイトナイト：カウボーイ・バーサス・カウボーイ、別名UFC Fight Night 83）は、アメリカ合衆国の総合格闘技団体「UFC」の大会の一つ。2016年2月21日、ペンシルベニア州ピッツバーグのコンソル・エナジー・センターで開催された。

## 大会概要
本大会ではドナルド・セラーニとアレックス・オリベイラによるウェルター級ワンマッチが組まれた。
キャリア5戦全勝のアウグスト・メンデスがUFCデビュー。

## 試合結果

### アーリープレリム
第1試合 ヘビー級ワンマッチ 5分3R
○  シャミル・アブドゥラヒモフ vs.  アンソニー・ハミルトン ×
3R終了 判定3-0（30-27、29-28、29-28）
第2試合 女子バンタム級ワンマッチ 5分3R
○  ローレン・マーフィー vs.  ケリー・ファッツホルズ ×
3R 4:55 TKO（マウントパンチ）
第3試合 女子バンタム級ワンマッチ 5分3R
○  アシュリー・エヴァンス＝スミス vs.  マリオン・レノー ×
3R終了 判定2-1（30-27、28-29、29-28）

### プレリミナリーカード
第4試合 ウェルター級ワンマッチ 5分3R
○  ネイサン・コイ vs.  ジョナヴィン・ウェブ ×
3R終了 判定3-0（29-28、29-28、29-28）
第5試合 ミドル級ワンマッチ 5分3R
○  アンソニー・スミス vs.  レオナルド・アウグスト・ギマラエス ×
3R終了 判定3-0（29-28、29-28、29-28）
第6試合 ミドル級ワンマッチ 5分3R
○  オルワレ・バンブーシェ vs.  ダニエル・サラフィアン ×
1R 1:00 KO（左ハイキック→パウンド）
第7試合 ウェルター級ワンマッチ 5分3R
○  ショーン・ストリックランド  vs.  アレックス・ガルシア ×
3R 4:25 TKO（スタンドパンチ連打）

### メインカード
第8試合 ライト級ワンマッチ 5分3R
○  ジェームス・クラウス vs.  シェーン・キャンベル ×
3R終了 判定3-0（29-28、29-28、29-28）
第9試合 ミドル級ワンマッチ 5分3R
○  クリス・カモージー vs.  ジョー・リッグス ×
1R 0:26 TKO（膝蹴り連打）
第10試合 フェザー級ワンマッチ 5分3R
○  デニス・バミューデス vs.  川尻達也 ×
3R終了 判定3-0（29-28、29-28、29-28）
第11試合 64.4kg契約ワンマッチ 5分3R
○  コーディ・ガーブラント vs.  アウグスト・メンデス ×
1R 4:18 KO（右フック→パウンド）
※メンデスの体重超過により63.5kg契約から変更。
第12試合 ミドル級ワンマッチ 5分3R
○  デレク・ブランソン vs.  ホアン・"ジュカオン"・カルネイロ ×
1R 2:38 KO（パウンド）
第13試合 ウェルター級ワンマッチ 5分5R
○  ドナルド・セラーニ vs.  アレックス・オリベイラ ×
1R 2:33 三角絞め

### 各賞
ファイト・オブ・ザ・ナイト： ローレン・マーフィー vs. ケリー・ファッツホルズ
パフォーマンス・オブ・ザ・ナイト： ドナルド・セラーニ、クリス・カモージー
各選手にはボーナスとして5万ドルが授与された。

### カード変更
負傷などによるカードの変更は以下の通り。
- サラ・モーラス → ケリー・ファッツホルズ（第2試合）

- ブライアン・バーバリーナ → ネイサン・コイ（第4試合）

- トレバー・スミス → アンソニー・スミス（第5試合）

- サム・アルビー → オルワレ・バンブーシェ（第6試合）

- ジョン・リネカー → アウグスト・メンデス（第11試合）

- ティム・ミーンズ → アレックス・オリベイラ（第13試合）

- ブランドン・ザッチ vs. シアー・バハドゥルザダ → UFC 196に移動